# Zeuxo westwoodiana
Zeuxo westwoodiana är en kräftdjursart som beskrevs av Robert Templeton 1840. Zeuxo westwoodiana ingår i släktet Zeuxo och familjen Tanaidae. Inga underarter finns listade i Catalogue of Life.